# Ева Партум
Ева Партум (1945, Гродзіск Мазовецький поблизу Варшави, Польща) — художник перформансу, режисер.

## Освіта
Починаючи з 1963 року, Партум навчався у Державній вищій школі образотворчих мистецтв у Лодзі. Потім закінчила Академію образотворчих мистецтв у Варшаві в 1965 році, де навчалася на відділі живопису.  Диплом отримала за роботу з поезією як мистецтвом, а диплом отримала в 1970 р. 

## Основні твори
Партум бере участь у лінгвістичній та перформативній грі, намагаючись відкрити нову художню мову. Цей пошук "нової мови" корениться в її переконанні, що живопис вичерпав свій потенціал для генерування нових або трансформаційних ідей.  Робота Партума також мотивована торканням таких питань, як поняття публічного простору, становище жінок, жіноча суб'єктивність та політичний контекст 1980-х. 
Партум досліджує проблеми жіночої ідентичності, включаючи гендерні упередження у світі мистецтва.   В інтерв’ю вона розповідає про труднощі та дискримінацію, з якими стикалася як художниця-жінка. Це упередження надихнуло її на рішення виступати оголеною у багатьох творах. Одного разу Партум заявила, що буде виступати оголеною, поки жінки у світі мистецтва не отримають рівні права.  В своїх інтерв'ю вона говорила про оголені вистави, кажучи: "У своїх інтерпретаціях багато критиків концентруються на використанні мого оголеного тіла в моїх діях, насправді не розуміючи, що для мене мова йшла про створення знаку: знаку, що вказує в одне ціле напрямку. Це була тавтологічна, а не, як багато хто схильний вірити, егоцентрична стратегія. . . Коли вистава закінчується, я кланяюсь своїй публіці як віртуоз після концерту. . . " 
Громадська робота Партума розпочалася в 1969 році і тривала до семидесятих років, поєднуючи поезію та перформанс.  Вона оголосила, що є твором мистецтва, зробивши своє тіло елементом феміністичного дискурсу. Це може бути використано як приклад есенціалізму, оскільки мистецтво стосується тіла жінки та використання тіла як полотна у феміністичному виконанні.
Інша робота, самоідентифікація (1980), включала фотомонтажі її оголену фігуру, накладені на сцени Варшави, серед пішоходів, поряд з Івонн, і перед президентським місцем, показуючи спірний характер оголеного жіночого тіла.  Заголовок твору говорить про складний і непростий пошук жіночої ідентичності.
Робота художниці  зосереджується на шкоді традиційних гендерних упереджень та очікувань. Наприклад, у "Дурній жінці" (1981)вона перебільшила відповідність нормам жіночої покірності та дурості, "цілуючи руки членів аудиторії, обливаючи  алкоголем голову, пишучи збитими вершками на підлозі" солодке мистецтво "- іншими словами, поводитись як п’яна та дурна жінка ".  В іншому творі, Жінки, шлюб проти тебе! (1980) , вона одяглась у весільну сукню і загорнулася у прозору фольгу, увінчану вивіскою "Для чоловіків".  Потім вона прорізала сукню та фольгу, виринаючи оголеною.
З 1971 року створює концептуальну поезію "Poems by Ewa" у формі поетичних предметів, в яких вона часто друкує губи. До ранніх концептуально-поетичних творів належить "Активна поезія", в якій Партум використовував вітер, щоб розкидати вирізані літери в різних пейзажах, використовуючи їх випадковий розподіл для створення поезії.  Її пізніші вірші складаються з яскраво вираженого феміністичного та соціального тону, хоча це ніколи не висловлюється чітко чи очевидно для глядача. В одному з виступів Партума в період воєнного стану в 1982 році вона оголена і носить червону помаду. Це виражає одну з тем її роботи, яка включає пародіювання манер, у яких жінки намагаються відповідати ідеалізованим очікуванням чоловіків від них. На виставці на тему Берлінської стіни вона фотографує себе оголеною на високих підборах і тримаючи велику букву "О" у правій руці і "Ш" у лівій, що означає Ост-Вест Шаттен або схід –Західні тіні. 
Фільми Партум виступають як документацією її поетичної та перформативної роботи. Партум досліджує автоматизовану природу та суттєвість фільму.  Зміст одного твору «Десять метрів фільму» визначає просту кореляцію між тривалістю фільму.  Ще один короткометражний фільм демонструє обличчя художника у різноманітних сценах, принаймні з одним затемненим рисом. Фільм ставить під сумнів здатність художника повністю передати ідею, аргументуючи це тим, що як тільки за роботою спостерігає інший, авторитет художника втрачається.  
Партум також працював організатором і куратором дуже впливової галереї поштового мистецтва з 1971 по 1977 рік. Галерея Galeria Adres демонструвала роботи художників Fluxus та інших.  Як частина галереї, Партум додатково видавала каталоги та книги. 
Протягом 1960-х та 1970-х років на роботу Партум часто впливали польські цензори, які відмовлялися дозволити її розповсюдження в публікаціях. 

## Виставки
У липні 2013 року Лотарингія Frac у Меці, Франсеп, провела виставку під назвою «Погані дівчата: колекція в дії», вшановуючи художниць, які присвятили свою роботу деконструкції усталеного порядку та створенню простору для свободи, досвіду та життя.
Відбулося кілька ретроспектив роботи Партум, зокрема Ewa Partum: The Legality of Space в Інституті мистецтва Wyspa (2006). 
Виставки її робіт включають: 
- РОБОТИ, Концептуальна графіка "Читання нашого світу" в Калгарі, Канада, в 1973 році
- Проспектива 74 у Сан-Паулу у 1974 році; Міжнародна виставка поштового мистецтва '75 в Буенос-Айресі в 1975 році
- Кінофестиваль "Фільм як фільм - фільм як мистецтво" в Лодзі в 1977 році
- Кватро в Мілані в 1982 році; Сучасне польське мистецтво у Берліні в 1984 році
- Polska 86, виставка польської фотографії 20 століття
- Чорно-біла Польща в Парижі в 1990 році
- Єстесмі в Національній галереї мистецтв Зачета у Варшаві в 1991 році
- ВАК! Мистецтво у феміністській революції на MoCA, 2007
- За особливе місце: Документи та праці з колекції Фонду Дженералі на Австрійському культурному форумі, 2007